# Hôpital de Bordj Badji Mokhtar
L'hôpital de Bordj Badji Mokhtar est une structure sanitaire située dans la commune de Bordj Badji Mokhtar. Il dépend du centre hospitalier universitaire d'Oran et relève de la Direction de la Santé et de la Population (DSP) de la wilaya d'Adrar (comme l'hôpital Ibn Sina d'Adrar, l'hôpital Mohamed Hachemi de Timimoun, l'hôpital de Reggane, l'hôpital Noureddine Sahraoui d'Aoulef, l'hôpital de Zaouiet Kounta, l'hôpital d'Aougrout et l'hôpital de Tililane).
Cet hôpital est l'un des hôpitaux en Algérie qui relèvent du ministère de la Santé.

## Géographie

### Localisation
L'hôpital de Bordj Badji Mokhtar se situe au nord-est de la ville de Bordj Badji Mokhtar.

### Accès

#### Route
L'accès par route goudronnée au chantier de l'hôpital de Bordj Badji Mokhtar, situé au nord-est de la ville de Bordj Badji Mokhtar, n'est pas du tout évident pour les automobilistes qui continuent à se plaindre des routes défoncées.

#### Hélicoptère sanitaire
Une réflexion est en cours en 2014 pour la dotation de l'hôpital de Bordj Badji Mokhtar d'une station d'hélicoptère sanitaire.
Il s'agira d'un hélicoptère, ou de plusieurs, basé de façon permanente à l'hôpital de Bordj Badji Mokhtar et dédié exclusivement à des missions sanitaires de transport de patients.
La zone de stationnement de l'hélicoptère sera proche de l'enceinte des services hospitaliers afin d'éviter l'usage d'un véhicule intermédiaire. Elle devra être protégée, éclairée et homologuée.
La configuration sanitaire de l'appareil volant devra être permanente.
Le matériel médical embarqué sera standardisé et approuvé.
La disponibilité immédiate concernera l'équipe médicale des urgences de l'hôpital de Bordj Badji Mokhtar, mais également le pilote qui bénéficiera de locaux d'hébergement dans l'hôpital même.
Grâce à la généralisation des numéros verts et à l'utilisation du système GPS, l'intervalle entre la survenue de l'urgence médicale dans les communes et les villages de la wilaya d'Adrar et la réception de l'alerte aura tendance à diminuer.
L'hélicoptère sanitaire réduira le délai de réponse médicale après l'alerte et le signalement dans tout le périmètre de la wilaya d'Adrar.
À rappeler qu'en décembre 2011, 03 petits avions et 05 hélicoptères avaient été destinés aux évacuations sanitaires surtout pour la région du sud de l'Algérie, à partir de l'année 2012, à la suite de la convention signée entre le ministère algérien de la santé et de la population et la compagnie algérienne Tassili Airlines.

## Histoire

### Construction
L'hôpital de la ville de Bordj Badji Mokhtar est en cours de construction et sera ouvert au cours de l'année 2015 ou plus tard.
En octobre 2014, le chantier de réalisation de cet hôpital de 60 lits avait atteint un taux d’avancement des travaux de 52%.
Les perspectives qu’ouvre ce projet, qui occupe une surface de 11 500 m², sont l’amélioration de la qualité des prestations médicales, à l’instar des spécialités qui y seront assurées, telles que la gynécologie-obstétrique, la pédiatrie et la chirurgie dentaire, en plus de rapprocher ces services médicaux des populations nomades.
Ce nouvel hôpital, d’un coût de 1,3 milliard DA, disposera aussi de 06 logements de fonction extensibles à 24.
Auparavant, la couverture sanitaire était très faible à Bordj Badji Mokhtar et à Timiaouine qui ne bénéficient d’aucun médecin spécialiste.

### Hôpital
La capacité de cet hôpital sera de 60 lits avec plusieurs services médicaux.
La population de Bordj Badji Mokhtar sera ainsi libérée des longues années de souffrance du déplacement vers le plus proche hôpital de Reggane situé à 633 km pour les hospitalisations.
À son inauguration, ce nouvel établissement public hospitalier de Bordj Badji Mokhtar sera composé de services:
- Urgences médico-chirurgicales: lits.
- Chirurgie générale: lits.
- Chirurgie orthopédique: lits.
- Anesthésie et réanimation: lits.
- Ophtalmologie: lits.
- Médecine interne: lits.
- Médecine du travail: lits.
- Pédiatrie: lits.
- Gynécologie-obstétrique: lits.
- Épidémiologie: lits.
- Radiologie centrale.
- Pharmacie.
- Laboratoire central[23].

## Tarifs des soins
À l'hôpital de Bordj Badji Mokhtar, les tarifs des soins seront les suivants:
- Consultation générale: 50 DA.
- Soins dentaires: 50 DA (plombage, simple visite ou extraction).
- Radiographie: de 20 à 50 DA, à partir de la radio d’une fracture de doigt au téléthorax.
- Consultation spécialisée: 100 DA (pour chaque nuitée passée à l’hôpital, intervention chirurgicale incluse).
- Soins dispensés aux malades chroniques: gratuits.

## Ambulance
Ce nouvel hôpital sera doté d'une ambulance (véhicule tout-terrain: type 4x4) équipée de moyens d'urgence et d'intervention.
À rappeler qu'en 2014, le secteur de la santé dans la wilaya d'Adrar a été renforcé par l'acquisition de 20 ambulances pour le transport des malades et de 12 véhicules tout-terrain: type 4x4 pour les équipes mobiles.

## Cuisine
La nourriture des patients hospitalisés dans les services de l'hôpital de Bordj Badji Mokhtar sera préparée dans la cuisine de l'établissement.

## Établissements affiliés
L'hôpital de Bordj Badji Mokhtar devrait superviser des polycliniques et salles de soins, pour servir une population estimée à plusieurs dizaines de milliers d'habitants.

### Maternités urbaines
- 1re Maternité de: Timiaouine[28].
- 2e Maternité de: Timiaouine[29].

### Polycliniques
L'hôpital de Bordj Badji Mokhtar devrait "chapeauter" certaines des 29 polycliniques locales que compte la wilaya d'Adrar.
- Polyclinique de: Bordj Badji Mokhtar.

Le taux de couverture sanitaire de cette polyclinique est de 11 602 habitants dans la commune de Bordj Badji Mokhtar qui compte plus de 18 230 habitants, 08 médecins généralistes et 02 chirurgiens dentistes exerçant dans la polyclinique de la ville.

### Salles de soins
L'hôpital de Bordj Badji Mokhtar aurait dû chapeauter certaines des 171 salles de soins locales que compte la wilaya d'Adrar.
Ces salles de soins sont érigées dans la banlieue de la ville de Bordj Badji Mokhtar pour accueillir les citoyens.
- Salle de soins: Timiaouine.

À Timiaouine, on compte un seul médecin généraliste et un chirurgien dentiste pour une population de 4 970 habitants qui se soignent dans une salle de soins inaugurée à partir de l'année 2012.
Pour les grands soins, les patients de Timiaouine sont contraints de descendre à Bordj Badji Mokhtar, à travers 150 km de pistes, qui dispose d’une polyclinique.

## Ressources humaines
Le personnel médical de l'hôpital de Bordj Badji Mokhtar compte un effectif global de praticiens de la santé, composé de médecins spécialistes, généralistes et d'agents paramédicaux.
Concernant l'encadrement de cet hôpital, il sera renforcé en praticiens spécialistes, vu sa grande importance du fait de sa localisation dans une région éloignée et frontalière.
Le taux de couverture sanitaire actuelle est de 01 médecin généraliste/2 320 habitants, 01 dentiste/11 602 habitants et 01 pharmacie/23 204 habitants.
Son encadrement paramédical sera aussi renforcé par la formation des jeunes filles de la région dans les différentes spécialités paramédicales.
Les avantages sociaux et professionnels offerts aux praticiens algériens seront nombreux à l'hôpital de Bordj Badji Mokhtar, avec un salaire conséquent, une augmentation de 150 %, un logement disponible et équipé et un cadre de travail agréable.
En effet, Le manque de plusieurs spécialistes médicales incite à réfléchir à une autre politique pour inciter les praticiens de la santé à venir au sud de l'Algérie.
L'objectif espéré est d'atteindre la couverture de toutes les spécialités, d'améliorer la qualité de la prise en charge du malade et d'assurer la couverture médicale dans tous les ksour de la wilaya d'Adrar.

## Couverture sanitaire
En 2014, La couverture sanitaire dans la wilaya d'Adrar était assurée par un médecin spécialiste pour 6 722 habitants, un médecin généraliste pour 1 200 habitants et un pharmacien pour 8 780 habitants.